# کلارا و خورشید
کلارا و خورشید (انگلیسی: Klara and the Sun) عنوان رمانی پادآرمان‌شهری است نوشتهٔ کازو ایشی‌گورو که در سال ۲۰۲۱ منتشر شد.